# カール・ビョルクマン
カール・ビョルクマン（スウェーデン語: Carl Björkman、1873年2月15日 - 1948年9月5日）は、オーランド諸島の政治家、オーランド諸島自治政府初代首相。